# Przerzucanie opony

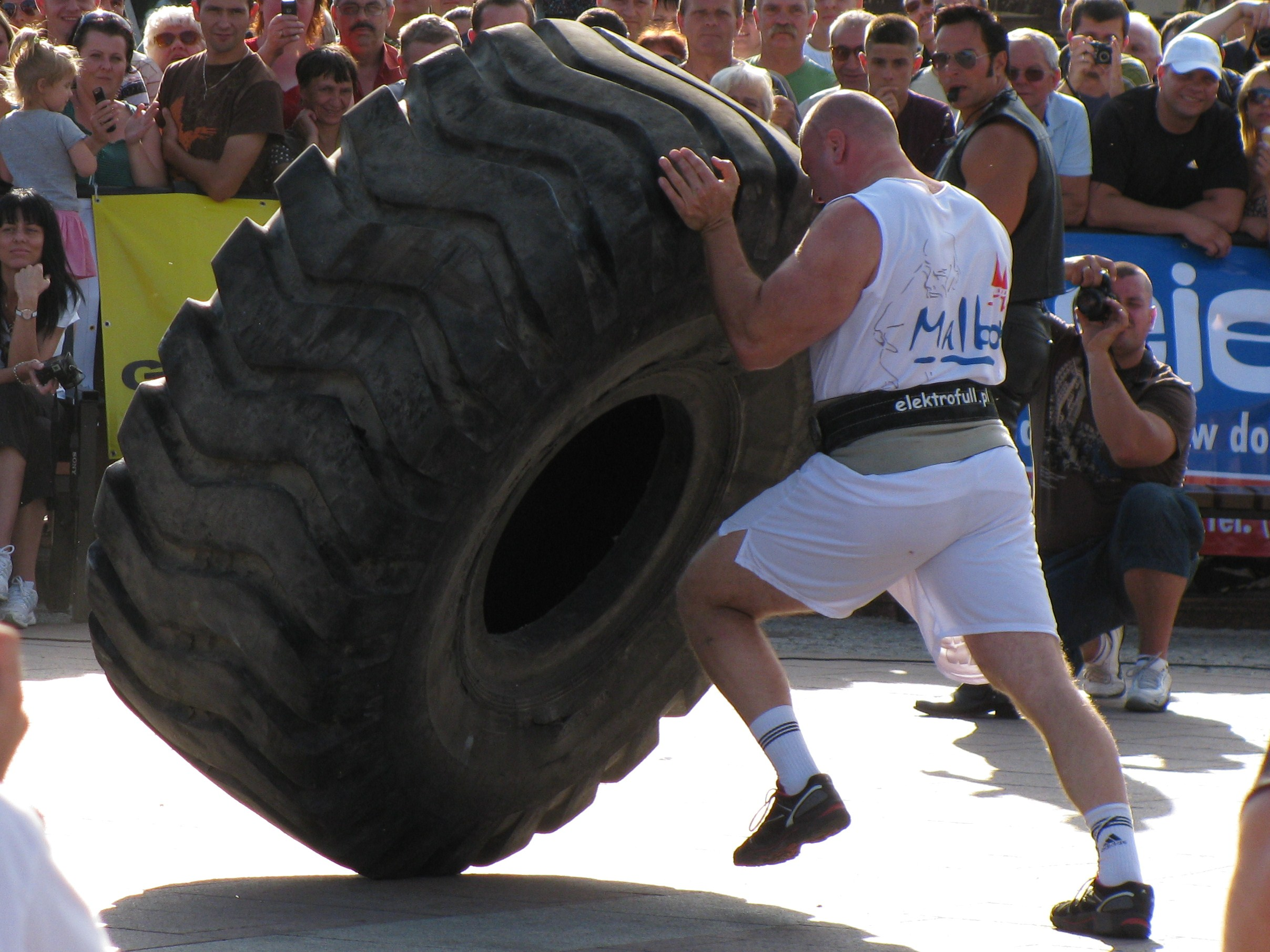
Przerzucanie opony.

Przerzucanie opony (ang. Tyre Flip) – konkurencja zawodów siłaczy.
Zadaniem zawodnika jest kilkukrotne przerzucenie opony o kąt 180 stopni w kierunku mety, w określonym czasie. Opony nie wolno toczyć.
Przykładowe parametry konkurencji: masa opony 320–350 kg, limit czasu na wykonanie ćwiczenia 90 s.